# 자주개자리
자주개자리(Medicago sativa), 알팔파(alfalfa, 앨팰퍼)는 콩과에 속하는 여러해살이 속씨식물이며, 미국, 캐나다, 아르헨티나, 프랑스, 오스트레일리아, 중동, 남아프리카 등의 수많은 나라에서 중요한 여물 작물로 경작된다. 토끼풀과 매우 비슷하게 생겼다. 자주개자리는 적어도 기원전 4세기부터 사람에 의해 경작되어 왔으며 일부는 약용식물로 사용된다.

## 용어
영어 이름 alfalfa는 스페인어 낱말 alfalfez에서 가져온 것으로, 더 나아가 이 용어는 신선한 마초를 뜻하는 아랍어 낱말 al-fisfisa가 기원이다. 스페인어 이름이 특히 미국에서 널리 쓰이며 영국, 오스트레일리아, 남아프리카, 뉴질랜드에서는 lucerne이라는 용어로, 이탈리아에서는 약용식물을 뜻하는 erba medica로, 프랑스에서는 luzerne로, 남아시아권 영어에서는 lucerne grass로 알려져 있다.

## 이용
자주개자리는 수문학에서 증발산량을 산정하는 데 쓰이는 작물계수를 계산하는 데 이용된다.

## 같이 보기
- 개자리속

## 참조
1. ↑  National Academies of Sciences, Engineering, and Medicine; Health and Medicine Division; Food and Nutrition Board; Committee to Review the Dietary Reference Intakes for Sodium and Potassium (2019). 〈Chapter 4: Potassium: Dietary Reference Intakes for Adequacy〉.   Oria, Maria; Harrison, Meghan; Stallings, Virginia A. 《Dietary Reference Intakes for Sodium and Potassium》. The National Academies Collection: Reports funded by National Institutes of Health. Washington, DC: National Academies Press (US). 120–121쪽. doi:10.17226/25353. ISBN 978-0-309-48834-1. PMID 30844154. 2024년 12월 5일에 확인함.
2. ↑  United States Food and Drug Administration (2024). “Daily Value on the Nutrition and Supplement Facts Labels”. 《FDA》. 2024년 3월 27일에 원본 문서에서 보존된 문서. 2024년 3월 28일에 확인함.
3. ↑  
“Medicago sativa – ILDIS LegumeWeb”. ildis.org. 2008년 3월 7일에 확인함.
4. ↑  이재수 (2018). 《수문학》 2판. 구미서관. 174쪽. ISBN 9788982252914.